# وبکس

شرکت تولیدکننده نرم‌افزارهای برگزاری جلسات برخط، ویدئو کنفرانس و کنفرانس مجازی

WebEx (انگلیسی: WebEx) یک شرکت تولیدکننده نرم‌افزارهای برگزاری جلسات برخط، ویدئو کنفرانس و کنفرانس مجازی است. این شرکت در سال ۱۹۹۶ ایجاد شده‌است.
این شرکت پس از خروج آمریکا از برجام از ارائه خدمات در ایران خودداری کرد.